# Hypochrysops scintillans
Hypochrysops scintillans är en fjärilsart som beskrevs av Butler 1882. Hypochrysops scintillans ingår i släktet Hypochrysops och familjen juvelvingar. Inga underarter finns listade i Catalogue of Life.